# Ero cachinnans
Ero cachinnans là một loài nhện trong họ Mimetidae.
Loài này thuộc chi Ero. Ero cachinnans được miêu tả năm 1978 bởi Brignoli.